# Каценельсон, Айра
Айра Каценельсон (Ira I. Katznelson; род. 3 июля 1944 г., Бронкс, Нью-Йорк) — американский политолог и историк.
Доктор философии (1969), профессор Колумбийского университета, член Американской академии искусств и наук (2000) и Американского философского общества, членкор Британской академии (2019).
Окончил Колумбийский колледж (бакалавр истории, 1966), степень доктора философии по истории получил в Кембридже в 1969 году.
Преподавал в Чикагском университете, в 1979—1982 годах заведовал там кафедрой политологии. C 1994 года именной профессор (Ruggles Professor) политологии и истории Колумбийского университета.
Президент Американской политологической ассоциации (2005—2006).
Также являлся президентом Social Science History Association.
В 2012-2017 годах президент Social Science Research Council.
В 2017-2018 годах Pitt Professor of American History and Institutions.
Автор «Fear Itself: The New Deal and the Origins of Our Time» (Liveright, 2013), отмеченной Bancroft Prize, Woodrow Wilson Foundation Award, Sidney Hillman Foundation Prize. Также автор книг:
- Desolation and Enlightenment (Columbia University Press, 2003)
- When Affirmative Action Was White (Norton, 2006)
- Liberal Beginnings: A Republic for the Moderns (Cambridge University Press, 2008)
- Southern Nation: Congress and White Supremacy After Reconstruction (2018)